# Ul'jana Kajševa
Ul'jana Nikolaevna Kajševa (in russo Ульяна Николаевна Кайшева?; Možga, 8 marzo 1994) è un'ex biatleta russa.
Dopo il matrimonio ha adottato il cognome del marito e si è iscritta alle gare come Ul'jana Nigmatullina (in russo  Ульяна Нигматуллина?).

## Biografia

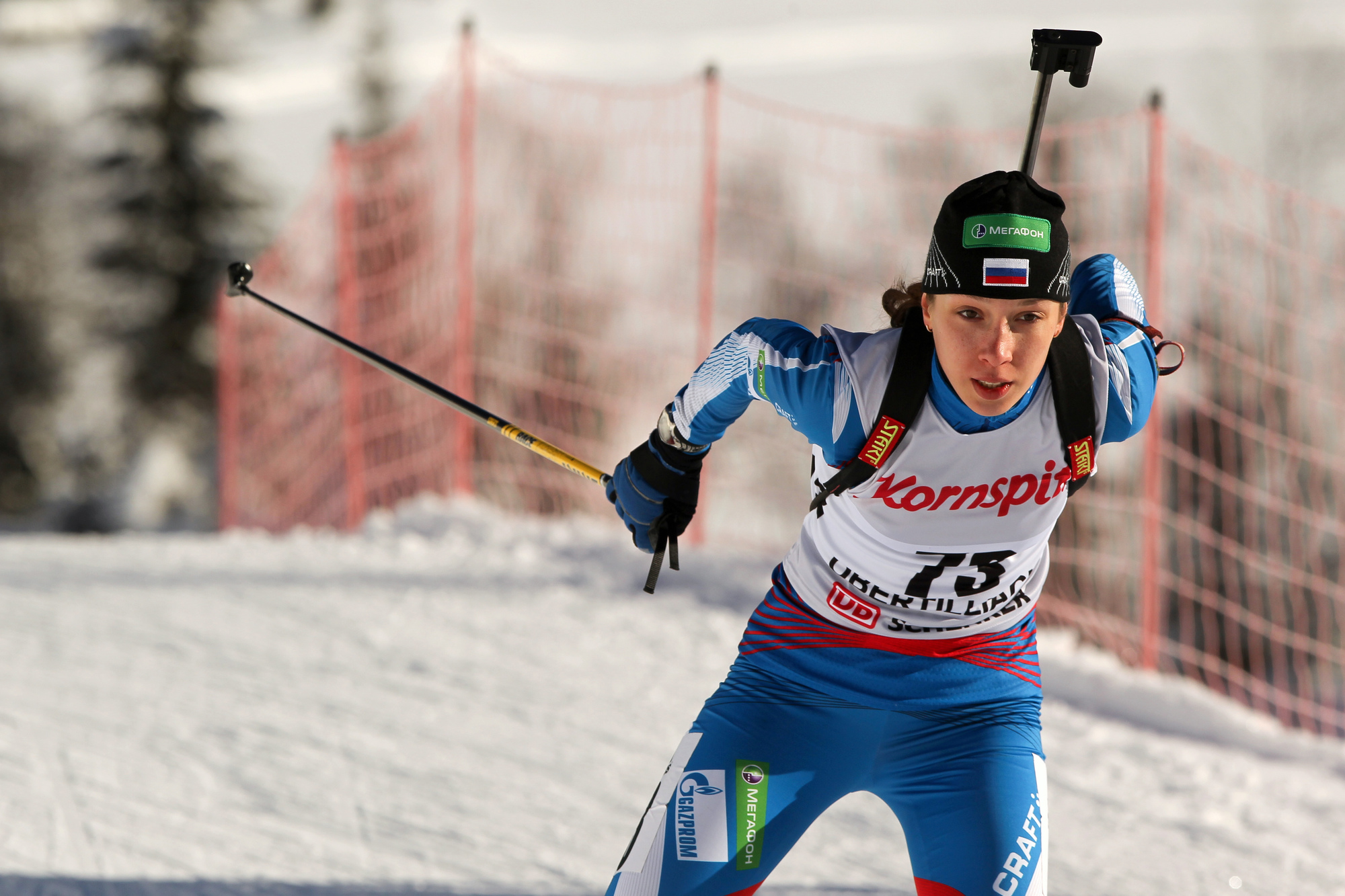
Ul'jana Kajševa in gara a Obertilliach nel 2017

Ul'jana Kajševa, attiva dalla stagione 2012-2013, ai Mondiali juniores di Presque Isle 2014 ha vinto la medaglia d'argento nella staffetta e quella di bronzo nell'individuale e a quelli di Minsk 2015 nuovamente la medaglia d'argento nella staffetta; ha esordito in Coppa del Mondo il 18 dicembre 2015 a Pokljuka in sprint (62ª), ai Giochi olimpici invernali a Pyeongchang 2018, dove si è classificata 24ª nell'individuale, 33ª nella sprint, 52ª nell'inseguimento e 9ª nella staffetta mista, e ai Campionati mondiali a Östersund 2019, dove si è piazzata 60ª nell'individuale e 5ª nella staffetta.
Nel gennaio del 2021 ha conquistato le sue due vittorie in Coppa del Mondo, nella staffetta mista disputata a Oberhof il 10 (suo primo podio) e nella staffetta di Anterselva del 24, e successivi Mondiali di Pokljuka 2021, sua ultima presenza iridata, è stata 24ª nell'individuale, 36ª nella sprint, 29ª nell'inseguimento, 11ª nella staffetta e 9ª nella staffetta mista; sul finire della stagione ha ottenuto il suo miglior risultato individuale in Coppa del Mondo, il 21 marzo a Östersund in partenza in linea (5ª).
Nella stagione 2021-2022 ha bissato il miglior piazzamento individuale in Coppa del Mondo, il 27 novembre Östersund in individuale (5ª), ha conquistato l'ultimo podio nel circuito, l'11 dicembre a Hochfilzen in staffetta (2ª), e ha rappresentato il Comitato Olimpico Russo ai XXIV Giochi olimpici invernali di Pechino 2022, sua ultima presenza olimpica, vincendo la medaglia d'argento nella staffetta, la medaglia di bronzo nella staffetta mista e classificandosi 78ª nell'individuale, 13ª nella sprint, 11ª nell'inseguimento e 17ª nella partenza in linea. La gare olimpiche sono rimaste le ultime della Kajševa in ambito internazionale poiché da quella stessa stagione 2021-2022 in seguito all'invasione russa dell'Ucraina del 2022 gli atleti russi sono stati esclusi dalle competizioni riconosciute dall'International Biathlon Union; in ambito nazionale dopo una pausa nelle competizioni per maternità non è più stata inserita nei quadri delle squadre nazionali.

## Palmarès

### Olimpiadi
- 2 medaglie:
  - 1 argento (staffetta a Pechino 2022)
  - 1 bronzo (staffetta mista a Pechino 2022)

### Mondiali juniores
- 3 medaglie:
  - 2 argenti (staffetta a Presque Isle 2014; staffetta a Minsk-Raubichi 2015)
  - 1 bronzo (individuale a Presque Isle 2014)

### Olimpiadi giovanili
- 3 medaglie:
  - 1 oro (inseguimento a Innsbruck 2012)
  - 1 argento (staffetta mista fondo-biathlon a Innsbruck 2012)
  - 1 bronzo (sprint a Innsbruck 2012)

### Mondiali giovanili
- 4 medaglie:
  - 4 ori (sprint, inseguimento, individuale, steffetta a Obertilliach 2013)

### Coppa del Mondo
- Miglior piazzamento in classifica generale: 20ª nel 2021
- 4 podi (a squadre):
  - 2 vittorie
  - 2 secondi posti

#### Coppa del Mondo - vittorie
| Data            | Località   | Paese    | Specialità                                                      |
| --------------- | ---------- | -------- | --------------------------------------------------------------- |
| 10 gennaio 2021 | Oberhof    | Germania | MX (con Svetlana Mironova, Aleksandr Loginov e Ėduard Latypov)  |
| 24 gennaio 2021 | Anterselva | Italia   | RL (con Evgenija Pavlova, Tat'jana Akimova e Svetlana Mironova) |

Legenda:

RL = staffetta

MX = staffetta mista